# Джексон-Сентер (Огайо)
Джексон-Сентер (англ. Jackson Center) — селище (англ. village) в США, в окрузі Шелбі штату Огайо. Населення — 1441 особа (2020).

## Географія
Джексон-Сентер розташований за координатами 40°26′20″ пн. ш. 84°2′27″ зх. д. / 40.43889° пн. ш. 84.04083° зх. д. (40.439026, -84.040800).  За даними Бюро перепису населення США в 2010 році селище мало площу 4,36 км², з яких 4,34 км² — суходіл та 0,02 км² — водойми.

## Демографія
Згідно з переписом 2010 року, у селищі мешкали 1462 особи в 576 домогосподарствах у складі 404 родин. Густота населення становила 335 осіб/км².  Було 644 помешкання (148/км²).
Расовий склад населення:
| - 98,1 % — білих - 0,1 % — азіатів |

До двох чи більше рас належало 1,2 %. Частка іспаномовних становила 1,7 % від усіх жителів.
За віковим діапазоном населення розподілялося таким чином: 29,7 % — особи молодші 18 років, 56,7 % — особи у віці 18—64 років, 13,6 % — особи у віці 65 років та старші. Медіана віку мешканця становила 35,7 року. На 100 осіб жіночої статі у селищі припадало 99,7 чоловіків;  на 100 жінок у віці від 18 років та старших — 96,9 чоловіків також старших 18 років.
Середній дохід на одне домашнє господарство  становив 55 537 доларів США (медіана — 46 509), а середній дохід на одну сім'ю — 63 896 доларів (медіана — 59 286). Медіана доходів становила 43 500 доларів для чоловіків та 36 625 доларів для жінок. За межею бідності перебувало 7,4 % осіб, у тому числі 9,7 % дітей у віці до 18 років та 2,4 % осіб у віці 65 років та старших.
Цивільне працевлаштоване населення становило 729 осіб. Основні галузі зайнятості: виробництво — 44,0 %, освіта, охорона здоров'я та соціальна допомога — 14,1 %, роздрібна торгівля — 11,9 %.